# (9555) Frejakocha
(9555) Frejakocha – planetoida z pasa głównego asteroid okrążająca Słońce w ciągu 3 lat i 230 dni w średniej odległości 2,36 j.a. Została odkryta 2 kwietnia 1986 roku przez astronomów z Obserwatorium Brorfelde. Nazwa planetoidy pochodzi od Freji Koch Augustesen (ur. 2008), wnuczki jednego z odkrywców, Karla Augustesena. Przed nadaniem nazwy planetoida nosiła oznaczenie tymczasowe (9555) 1986 GC.